# Aplogompha argentilinea
Aplogompha argentilinea är en fjärilsart som beskrevs av William Schaus 1911. Aplogompha argentilinea ingår i släktet Aplogompha och familjen mätare. Inga underarter finns listade i Catalogue of Life.